# آسیا در برابر غرب
آسیا در برابر غرب کتابی به قلم داریوش شایگان است.

## خلاصه کتاب
این کتاب دربارهٔ نیهیلیسم نیچه و نتایج تقدیر تاریخی بروز غربزدگی جمعی در آسیا است. در بخش انتهایی این کتاب تمدن‌های آسیایی با تفکری فلسفی مورد بحث قرار گرفته‌است. شایگان در این کتاب به نقل از فیودور داستایفسکی نوشته: «ما روس‌ها همگی نیهیلیست هستیم.»
در این کتاب مطرح شده که انکار فرهنگ و تاریخ سبب شد که روس‌ها با مسائل نهایی درگیر شوند و افراط کنند. مارکسیسم و سوسیالیسم نقطهٔ پیوند نیهیلیسم روس و نیهیلیسم غربی است یعنی ملغمه‌ای از آنارشیسم باکونین که سرآغاز آفرینندگی نو را در تخریب می‌دانست و آنارشیسم مذهبی لئو تولستوی و برنامه انقلابی لنین که مخلوطی از باکونین و پطر کبیر بود.

### تحلیل تقدیر تاریخی
تقدیر تاریخی در این کتاب مورد بحث قرار گرفته و منظور وضع خاصی است که به حکم تاریخ پدید آمده‌است. شایگان می‌نویسد: ما بازماندگان تمدن‌های آسیایی هم دچار هگل هستیم هم دچار مارکس بی‌آنکه از روح و تحول بدانیم و بی‌اطلاع به بحث دربارهٔ سلوک عقلی و جبر زمانه و مبارزه طبقاتی می‌پردازیم. تقدیر تاریخی ما این است که از تاریخ غرب عقب مانده‌ایم و بسته به برداشتمان از تاریخ تفکر غرب دانستن این که عقب مانده‌ایم سودمند با زیان بخش است و به قول هگل فلسفه تاریخ و تاریخ فلسفه چنان درهم آمیخته که تفکیک آن امکان‌پذیر نیست. این ناآگاهی به این واقعیت برمی‌گردد که فرصتی برای انتخاب نداشته‌ایم.
علی‌خاوری اینگونه درمورد کتاب شایگان‌بیان می‌کند:
شایگان ازشخصیت معروفی است که درحوضه تمدن غرب کتاب ماندگاری را ازخود به‌یادگار گذاشته‌است

### تحلیل غربزدگی
شایگان سپس از غربزدگی و بیگانگی از خود می‌پردازد و آنها را دو وجه توهم مضاعف می‌داند. او می‌گوید که غربزدگی حاصل تقدیر تاریخ و روح زمانه است و ناشی از شناسایی غرب نیست بلکه ناشی از ناآگاهی از تقدیر تاریخی غرب و به عبارت دیگر حاصل جهل دربارهٔ آن است. از آثار بروز غربزدگی جمعی در آسیا می‌توان به تأثیرات آن در ناسیونالیسم و قیام توده‌ها اشاره کرد. شایگان در بحث مرز و فاصله از حریم و حیاء می‌نویسد. از نظر او جوهر سازنده آداب آسیایی را می‌توان در این دو مفهوم پیدا کرد. حریم عامل مؤثر ایجاد هماهنگی است و آداب آسیایی خواهان هماهنگی بوده‌است. حیا احساسی آمیخته با حالت راز است اما ضمن پوشش بازمی‌نمایاند. نقش ما مضاعف است زیرا نه فقط باید تفکر غربی را در متن خود آن فرهنگ بشناسیم بلکه باید مضامین خاطرهٔ قومی خویش را نیز که بقایای آن هنوز به نحوی در ذهنمان شناورند از نو بازشناسیم.

## انتقادها
رامین کامران، استاد جامعه‌شناسی دانشگاه سوربن پاریس
معتقد است «این سخنان در ایران قبل از انقلاب بردی بسیار بیش از کشورهای اروپایی داشت زیرا در کشورهای مزبور این حرف‌ها کم‌تر از حدود بحث‌های دانشگاهی یا روشنفکرانه فراتر می‌رود و به هر حال هیچ‌گاه در شرایط عاید الگوی تفکر سیاسی و اجتماعی قرار نمی‌گیرد. این افکار در ایران قرن بیستم که مردم و سرآمدان خواه‌ناخواه مانند دیگر کشورهای جهان سوم تا حد بسیار زیادی پیرو مغرب زمین هستند به عنوان «آخرین دستاوردهای تمدن غربی» به شکلی انتزاعی و بریده از محل نشو و نمای خود عرضه می‌شد و حکم آخرین راه چاره و مشکل‌گشای همه دردها را می‌یافت» به اعتقاد او مشکل این جنس از اندیشه‌ها این است که کمر به واپس زدن به مظاهر تمدن جدید غربی خصوصاً دموکراسی بسته بودند و چنین کاری را در ایران انجام می‌دادند، کشوری که نه هنوز از آن مظاهر چندان طرفی بسته بود و نه از دموکراسی بهره‌ای گرفته بود. به اعتقاد کامران «تمدن مغرب زمین به دلایل فراوان از جمله بسط بسیار آزادی و رهایی بینش فلسفی و علمی از محدودیت‌های مذهبی و سیاسی، تنها تمدنی است که امکان نقد بنیادی خویش را در دل خود فراهم کرده‌است» و متن‌هایی نظیر این کتاب را «پژواک دور و بی‌شکل از شکی که برخی اندیشمندان غربی در اعتبار و ارزش عام تمدنشان روا داشته‌اند» می‌داند. او کتاب شایگان را کاملاً بی‌توجه به رویدادهای تاریخی و دارای اشارات مداوم به مسائل سیاسی بدون در نظر گرفتن حداقل انضباط فکری که لازمه این کار است، می‌داند.
کامران سه کتاب شایگان، «آسیا در برابر غرب» (۲۵۳۶- تهران) «انقلاب مذهبی چیست؟» (۱۹۸۲ پاریس)، «نگاه خم خورده» (۱۹۸۹ پاریس) را بررسی می‌کند و می‌نویسد «طبعاً واقع شدن انقلاب اسلامی در ایران ومسلط شدن «خاطره قومی» مورد علاقه نویسنده به جان و مال مردم ایران باعث گردید تا او که جلای وطن گفته بود در کتاب بعدی‌اش «انقلاب مذهبی چیست؟» پس از تکرار همان حرف‌ها در باره «نیهیلیسم نیچه» و «هستی هایدگر» و… به این نتیجه برسد که سرانجام حاصل چند قرن تفکیک امور دین و دنیا در غرب آن قدرها هم بی‌اهمیت نبوده‌است که قبلاً به نظر ایشان می‌آمده‌است و ارزش این را دارد که همسنگ «چراغ امانت محمدی» به حساب بیاید.» او می‌گوید در کتاب «آسیا در برابر غرب» کفهٔ آسیا یا به عبارت دیگر اسلام و به بیان صریح‌تر تشیع ایرانی کاملاً به غرب می‌چربد اما در کتاب دوم آنها هم‌ارز قلمداد می‌شوند و در کتاب سوم غرب بر شرق مرجح شمرده شده‌است بدون آنکه حتی تغییری در تعریف و توصیف آنها داده شود.